# 尤利烏斯·馬特努斯
尤利烏斯·馬特努斯（Julius Maternus）是一位古羅馬商人，於公元83年前後率領探險隊造訪了加拉曼特人的領土，马特努斯陪同加拉曼特国王巡視其領地南部，并代表罗马人向南方的非洲国王发送介绍信，穿越提贝斯蒂山脉，探索了乍得湖和尼日尔河周围的地区。並從乍得湖带着一头双角犀牛返回罗马，该犀牛在罗马斗兽场展出，並在罗马引起了轰动。